# Sarah Lieving
Sarah Frances Lieving (* in Canton, Fulton County, Illinois) ist eine US-amerikanische Schauspielerin.

## Leben
Lieving wurde in Canton geboren. Ihr Vater ist ein ehemaliger US-Air-Force-Offizier und war von 1976 bis 1981 Direktor der Canton Family YMCA in Texas. Ihre Mutter ist eine Musiklehrerin. Sie hat eine ältere Schwester und schloss 1997 erfolgreich die Sarasota High School in Sarasota, Florida ab. 2003 verließ sie die University of Central Florida mit dem Bachelor of Arts in den Fächern Radio und TV. Lieving spricht fließend Spanisch und hat gute Sprachkenntnisse in Katalanisch. Bevor sie professionell schauspielerte, arbeitete sie als Rettungsschwimmerin und bediente einen Prompter im Fernsehbereich.
2002 feierte sie ihr Schauspieldebüt in dem Film Coastlines. Es folgten weitere Besetzungen in B-Movies. 2007 wurde sie im Film Cult als Sarah Leiring aufgeführt. 2008 in Carbon Copy und 2009 in der Fortsetzung The Carbon Copy spielte sie die Rolle der Eve. 2010 war sie in einer Episode der Fernsehserie Criminal Minds zu sehen. 2011 spielte sie in der Mini-Fernsehserie Die Hexen von Oz die Rolle der bösen Hexe des Ostens. Die gleiche Rolle verkörperte sie ein Jahr später im dazugehörigen Spielfilm Dorothy and the Witches of Oz. Für ihre Leistung in Supershark wurde sie 2012 in der Kategorie Best Rising B Actress mit dem Golden Cob Award ausgezeichnet. 2013 spielte sie die Rolle der Mona Sims im Katastrophenfilm Hypercane.

## Filmografie (Auswahl)
- 2002: Coastlines
- 2005: War of the Worlds
- 2005: Frankenstein Reborn
- 2005: The Beast of Bray Road
- 2005: King of the Lost World
- 2006: Dracula’s Curse
- 2006: 666: The Child
- 2006: The 9/11 Commission Report
- 2006: The Utah Murder Project
- 2007: The Hitchhiker
- 2007: Cult
- 2007: The Apocalypse
- 2007: Körperfresser 2 – Die Rückkehr (Invasion of the Pod People)
- 2008: Monster
- 2008: Lakeview Terrace
- 2008: Carbon Copy
- 2009: The Carbon Copy
- 2009: The Actor (Kurzfilm)
- 2009: The Dunwich Horror (Fernsehfilm)
- 2010: Criminal Minds (Fernsehserie, Episode 5x22)
- 2010: Airline Disaster – Terroranschlag an Bord (Airline Disaster)
- 2010: Mega Shark vs. Crocosaurus
- 2011: Love, Wedding, Marriage – Ein Plan zum Verlieben (Love, Wedding, Marriage)
- 2011: Die Hexen von Oz (The Witches of Oz, Minifernsehserie, 2 Episoden)
- 2011: Supershark (Super Shark)
- 2011: Sunset Junction, a Personal Musical
- 2011: Convincing Clooney
- 2012: Dorothy and the Witches of Oz
- 2012: Night of the Living Dead 3D: Re-Animation
- 2012: Vortex – Beasts from Beyond
- 2013: Hypercane (500 MPH Storm)
- 2013: Out of Reach
- 2016: A Horse Story
- 2016: The Amityville Terror
- 2016: Spotlight 2 (Kurzfilm)
- 2018: Resurrect (Kurzfilm)
- 2020: Two Weeks to 29 (Kurzfilm)
- 2022: 2025 Armageddon – Willkommen im Multiversum (2025 Armageddon)

## Auszeichnungen
Golden Cob Award
- 2012: Best Rising B Actress (gewonnen)